# Непрерывная защита данных
Непрерывная защита данных (англ. Continuous data protection (CDP)) — создание резервных копий данных компьютера с помощью автоматического сохранения копии после каждого изменения данных. Это позволяет пользователю, или администратору, восстановить данные в любой момент.
CDP — это сервис, отслеживающий изменения данных в разных локациях хранилища. Есть несколько методов для отслеживания непрерывного изменения, связанные с различными технологиями, которые обслуживают разные потребности. Решения на базе CDP призваны обеспечить хорошую гранулярность восстанавливаемых объектов, будь то устойчивые к краху образы, либо логические объекты (файлы, почтовые ящики, сообщения, базы данных и логи).

## Отличия от обычного резервного копирования
CDP отличается от традиционного резервного копирования в том, что вам не нужно указывать момент времени, который вы хотели бы восстановить, пока вы не готовы выполнить восстановление. Традиционные резервные копии могут восстановить данные лишь на тот момент, на который была сделана резервная копия. С непрерывной защитой данных, не существует расписания созданий резервных копий. Когда данные записываются на диск, они также асинхронно записываются в другой точке, обычно ей служит другой компьютер поверх сети. Это вносит определенную нагрузку на операции записи диска, но устраняет необходимость расписания созданий резервных копий.

## Отличия от RAID/зеркалирования/репликации
CDP отличается от избыточного массива независимых/недорогих жёстких дисков,  репликации или  зеркалирования в том, что последние сохраняют лишь последнюю копию данных. Если данные повреждаются так, что немедленное обнаруживание невозможно, то эти технологии сохранят поврежденные данные.
CDP позволяет предохраниться от такого развития событий благодаря возможности восстановить предыдущую, неповрежденную версию данных. Операции, которые состоялись между повреждением данных и их восстановлением, будут, однако, утеряны. Они могут быть восстановлены при помощи других средств, таких, как протоколирования.

## Объём резервного копирования
В некоторых ситуациях, CDP требует меньше места на носителе (обычно диска) по сравнению с традиционными операциями резервного копирования. Большинство CDP решений сохранили некоторые приложения, сохраняют изменения на блочном, а не файловом уровне. Это означает, что, если изменить один байт файла объёмом 100 Гб, то создастся резервная копия лишь одного байта (блока). Традиционное пошаговое и дифференциальное резервное копирование производит копирование всего файла.